# スカイスター航空
スカイスター航空（SkyStar Airways）はタイと韓国の合弁会社で、タイのバンコクを本拠地とする航空会社。

## 概要
- 2005年5月：設立
- 2007年1月：ボーイング767-200型、2機を購入
- 2007年6月：就航
- 2008年12月：全便運休

## 就航路線
2009年3月現在、全便運休中となっている。
- バンコク 〜 ソウル
- プーケット 〜 ソウル
- プーケット 〜 釜山

## 保有機材
- ボーイング767-200型機　2機

この機材は、仁川国際空港に駐機されている。